# Kenichi Serada
Kenichi Serada (世良田 顕一 Serada Kenichi?,  nacido el 20 de octubre de 1973 en Fukuoka) es un exfutbolista japonés. Jugaba de defensa y su último club fue el Cerezo Osaka de Japón.

## Trayectoria

### Clubes
| Club            | País  | Año         |
| --------------- | ----- | ----------- |
| Kashima Antlers | Japón | 1992 - 1995 |
| Cerezo Osaka    | Japón | 1996 - 1997 |